# 高木昭作
高木 昭作（たかぎ しょうさく、1936年3月29日 - 2011年7月10日）は、日本の歴史学者。東京大学名誉教授。日本近世政治史専攻。

## 略歴
愛媛県生まれ。1959年東大文学部国史学科卒、1965年同大学院博士課程中退、東京大学史料編纂所助手、助教授、教授、所長、1996年「日本近世国家史の研究」で文学博士、同年定年退官、帯広大谷短期大学学長、放送大学教授。2007年春、瑞宝中綬章受勲。
2011年7月10日、肝不全のため東京都小平市の病院で死去。75歳没。

## 著書
- 日本近世国家史の研究 岩波書店 1990.7
- 江戸幕府の制度と伝達文書 角川叢書 1999.9
- 日本文化研究 放送大学 2002.3
- 将軍権力と天皇 秀吉・家康の神国観 青木書店 2003.5

## 編著共著
- 戦乱の日本史 合戦と人物 第10巻 天下人への道 第一法規出版 1988.6
- 日本近世史 大口勇次郎共著 放送大学 1994.3
- 『織田信長家臣人名辞典』（監修、谷口克広共著、吉川弘文館、1995年）
- 日本の近世 大口勇次郎、杉森哲也共著 放送大学 1998.3
- 近世日本の歴史 杉森哲也共編著 放送大学 2003.3
- 日本文化研究 神仏習合と神国思想 末木文美士共編著 放送大学 2005.3

## 参考
- 史料編さん所勤務の三〇年「史學雜誌」1996-3-20
- 将軍権力と天皇　著者略歴